# Truchsessischer Krieg

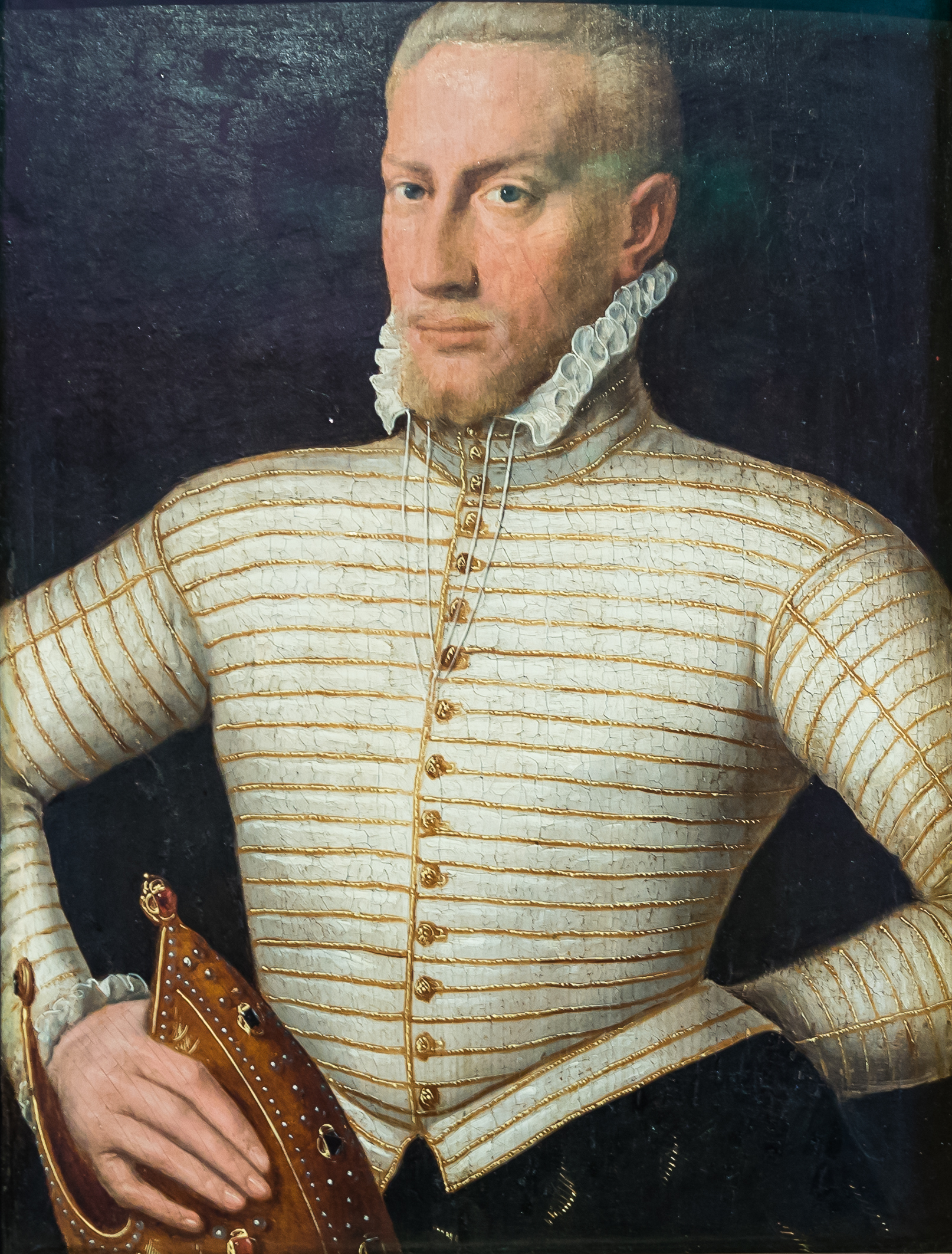
Gebhard von Waldburg-Trauchburg, dessen Wechsel zum Protestantismus den Krieg auslöste

Der Truchsessische Krieg war ein von 1583 bis 1588 primär zwischen kurkölnischen und bayerischen Truppen ausgetragener Konflikt. Er wird auch als Kölner Krieg, Kölnischer Krieg oder als Truchsessische Wirren bezeichnet. Der Sieg der gegenreformatorischen Kräfte vereitelte den Versuch, das Erzstift Köln in ein erbliches, protestantisches Herzogtum zu verwandeln.

## Hintergründe
Bei seiner Wahl zum Erzbischof von Köln (und damit zum Kurfürsten) wurde Gebhard Truchsess von Waldburg 1577 von den Moerser Grafen Hermann und Adolf von Neuenahr sowie dem Wetterauer Grafenverein unterstützt. Die Neuenahr-Moerser Grafen waren engagierte Anhänger der Reformation und Gegner der katholischen Lehre.
Als Gebhard sich 1579 ernsthaft in die Gräfin und evangelische Stiftsdame Agnes von Mansfeld-Eisleben verliebte, stellte Graf Adolf dem Paar sein Moerser Schloss für heimliche Treffen zur Verfügung. Ein Konkubinat kam für die Gräfin nicht in Frage, auch setzten ihre Brüder den Erzbischof unter Druck, die Beziehung durch Heirat zu legalisieren. Dieser aber hatte die Priesterweihe empfangen und stand somit unter dem Zwang des Zölibates. Gebhard war allerdings zunächst bereit, auf sein erzbischöfliches Amt und die damit verbundenen Pfründen zu verzichten. Diesen Schritt war auch schon sein Vorgänger Salentin von Isenburg gegangen, der ebenfalls nach Amtsniederlegung geheiratet hatte – allerdings war Salentin nie zum Priester geweiht worden.
Graf Adolf und die Wetterauer Grafen – an ihrer Spitze Johann VI. von Nassau-Dillenburg – drängten Gebhard aber, die reformierte Konfession anzunehmen, die Gräfin zu heiraten und das Erzstift in eine weltliche Herrschaft zu überführen. Reichsrechtlich gesehen musste ein solcher Schritt Konsequenzen nach sich ziehen, denn nach §18 des Augsburger Religionsfriedens hatte bei einem Religionswechsel (geistlicher Vorbehalt) der betreffende geistliche Landesherr sein Amt und sein Territorium zu verlassen. Dem Domkapitel wäre es dann erlaubt, statt seiner eine Person der alten Religion zu wählen.
Sollte Gebhard sein Vorhaben umsetzen, würde er gegen geltendes Recht verstoßen. Religionspolitisch wäre dieser Fall besonders brisant, weil das Erzstift Köln die tragende Säule für den Katholizismus im Nordwesten des Reiches darstellte, mit Auswirkungen auf die westfälischen Hochstifte Münster und Paderborn sowie das Stift Essen. Auch die Machtverhältnisse im Reich könnten sich bei einem evangelisch gewordenen Kurköln für zukünftige Kaiserwahlen umkehren – denn mit einer protestantischen Mehrheit im Kurfürstenkollegium wäre sogar ein evangelisch gesinnter Kaiser denkbar geworden.
Der von den befreundeten Grafen unterstützte Plan Gebhards konnte nur erfolgreich sein, wenn er im Reich genügend Unterstützer fände, unter anderem bei den lutherischen Reichsfürsten von Sachsen, Hessen, Brandenburg und der Pfalz. Trotz Geheimverhandlungen im Sommer 1582 blieb die Zustimmung dieser Fürsten aber aus – Gebhard sah sich vermutlich nicht als Lutheraner, sondern wohl eher als Calvinist.
Als der Moerser Graf im Juni 1582 in seiner Erbvogtei bei Köln reformierte Prediger auftreten ließ – die allerdings durch Kanonenschüsse vertrieben wurden – erhielt er Unterstützung für den Erzbischof durch die Grafen Arnold von Bentheim, Hermann-Adolf zu Solms, und Wirich von Daun-Falkenstein, hinzu kamen die Wetterauer Grafen; die Truchsessische Allianz fühlte sich nun stark genug, ihr Vorhaben umzusetzen.
So trat Gebhard am 19. November 1582 offen zur reformierten Konfession über und stellte seinen Untertanen das Bekenntnis frei. Am 2. Februar 1583 heiratete er in Bonn die Gräfin Mansfeld. Daraufhin forderte ihn Kaiser Rudolf II. am 16. März 1583 zum Rücktritt auf. Der Papst exkommunizierte ihn am 1. April 1583, enthob ihn aller seiner Ämter und forderte das Kölner Domkapitel zur Neuwahl eines Erzbischofes auf. Die Mehrheit des Domkapitels wählte daraufhin am 23. Mai 1583 Ernst von Wittelsbach, Bruder des Herzogs Wilhelm V. von Bayern, zum neuen Erzbischof. Da Gebhard seine Absetzung nicht anerkannte, kam es zum Krieg.
In der Münzstätte Deutz ließ er noch  den sogenannten Protestantischen Trutztaler prägen, der weder seinen Namen noch seinen Titel enthält.
Die einseitig geprägten Bonner Belagerungsmünzen von 1583 sind Zeitzeugen des Truchsessischen Kriegs. Sie sind Notmünzen von Gebhards, die in der Belagerung von Bonn im Jahr 1583 als Sold für seine Truppen geschlagen wurden.

## Verlauf

Karte des Erzstiftes und Kurfürstentums Köln. Die Staatsgrenzen und die Flüsse entsprechen dem heutigen Verlauf.

Zunächst kam Gebhard am 18. Februar 1583 ins Herzogtum Westfalen nach Arnsberg. Dort ließ er am 10. März einen Landtag abhalten, um sich die Unterstützung der dortigen Landstände zu sichern. Das Land blieb eine seiner Operationsbasen, bis im März 1584 bayerische Truppen ins Land eindrangen. Am 16. April 1584 ergab sich die truchsessische Besatzung des Arnsberger Schlosses. Am 14. Juni 1584 huldigte dann das Land dem neuen Landesherrn Ernst von Bayern.
Das Vest Recklinghausen konnten anfangs, im März und April 1583, Truppen unter der Führung von Adolf von Neuenahr für Gebhard sichern. Die Stadt Recklinghausen selbst wurde am 3. April von Soldaten unter dem Befehl von Oberst Engelbert Nie von der Lippe besetzt. Ein Jahr später, im April 1584, erschien Ferdinand von Bayern, Bruder des neuen Erzbischofs und Befehlshaber der bayerischen Truppen, vor der Stadt und nahm sie ein.
Im Rheinland kam es in der Folge zu heftigen kriegerischen Auseinandersetzungen zwischen den Anhängern Gebhards auf der einen Seite (Graf Adolf von Moers, die Wetterauer Grafen, kurpfälzische Truppen, zeitweise auch die Oranischen Niederlande) sowie auf der gegnerischen Seite bayerischen und spanischen Truppen, insbesondere aus den spanisch regierten Teilen der Niederlande. Letztere waren formell vom Kölner Domkapitel zu Hilfe gerufen worden, nachdem dieses am 23. Mai 1583 Ernst von Bayern zum Erzbischof von Köln und Nachfolger Gebhards gewählt hatte. Zu den Militärs, auf die sich Ernst beim Kampf um das reichspolitisch bedeutende Kurfürstentum und Erzstift Köln stützte, zählten unter anderem Robert von Lynden sowie Truppen des Chorbischofes Friedrich von Sachsen-Lauenburg und des vormaligen Kölner Erzbischofes Salentin von Isenburg, seit seiner Amtsniederlegung als Erzbischof weltlicher Graf der Grenzauer Linie des Hauses Isenburg.

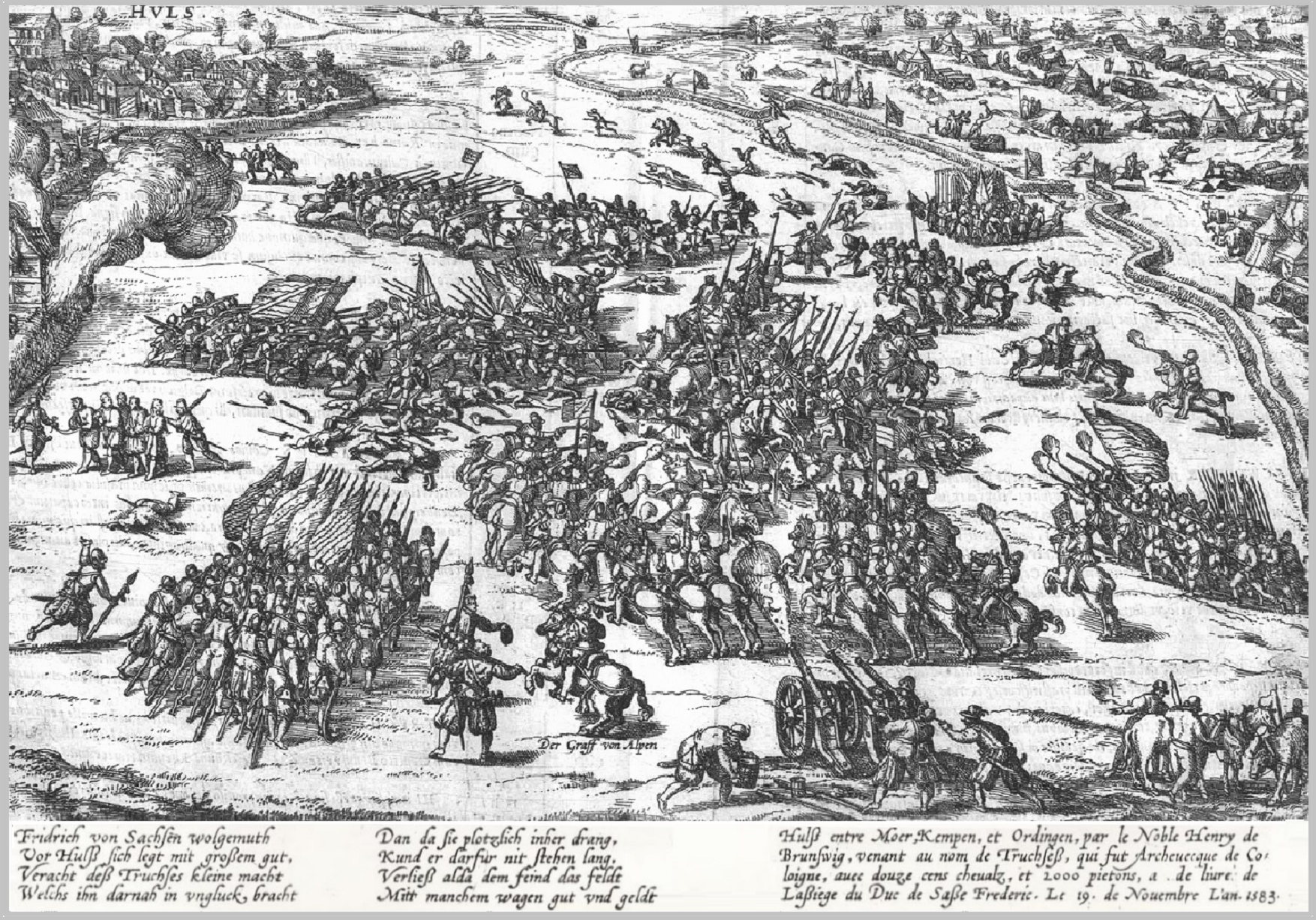
Schlacht von Hüls (1583) Zeichnung des Künstlers Franz Hogenberg aus dem 16. Jahrhundert

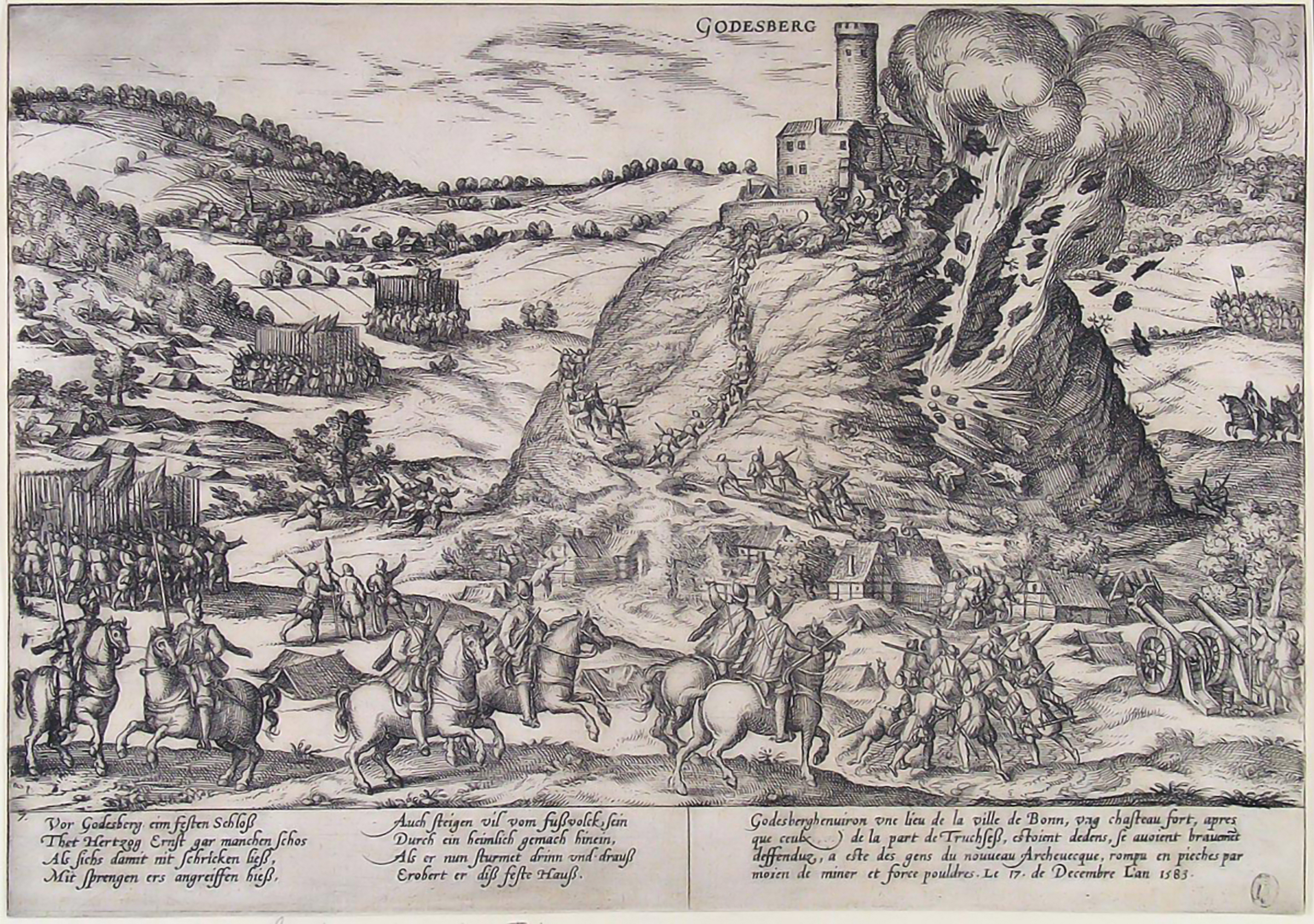
Zerstörung der Godesburg während des Truchsessischen Krieges

Im Verlauf der Kampfhandlungen wurde eine Anzahl von Städten belagert und geplündert, so Deutz, das mehrfach den Besitzer wechselte und dabei vollständig zerstört wurde, Rheinberg und Linz im Jahr 1583. Mit Hilfe seines Freundes Adolf von Neuenahr und Moers wurde am 19. November 1583 in der Schlacht bei Hüls die kleine Herrlichkeit Hüls von Gebhards Anhängern eingenommen. Hingegen konnte Pfalzgraf Johann Kasimir, ein Verbündeter von Gebhard, die Stadt Königswinter im Jahr 1583 nicht einnehmen.
Nach der Eroberung der Godesburg in Godesberg am 7. Dezemberjul. / 17. Dezember 1583greg. durch bayerisch-spanische Truppen floh Gebhard zunächst in das kurkölnische Herzogtum Westfalen, wo er im kurfürstlichen Schloss zu Werl residierte, und wo seine Leute in der dortigen Pfarrkirche St. Walburga in einem Bildersturm die Altäre und Kunstschätze zerstörten und plünderten. Hermann von Hatzfeld, Droste zu Balve, war zu dieser Zeit ein erbitterter Gegenspieler von Erzbischof Gebhard. Nach der Eroberung seiner Residenzstadt Bonn am 28. Januar 1584 floh Gebhard im Juni desselben Jahres resigniert in die Niederlande. Damit endete der Krieg aber nicht, sondern verselbständigte sich und artete mehr und mehr zu gegenseitigen Raub- und Zerstörungszügen aus.
So kam es z. B. in Uerdingen, wo die Besatzungen der Stadt ständig wechselten, 1583 und 1584 zu Plünderungen und Brandschatzungen. Am 9. Mai 1585 eroberte der auf der Seite Gebhards kämpfende Moerser Graf Adolf die Stadt Neuss und zerstörte eine Reihe kleinerer Burgen und befestigter Höfe im Neusser Umland. Zu nennen sind hier die Burg der Herren von Wevelinghoven (im heutigen „Zubend“, 1587 zerstört), die Burg Hülchrath (durch spanische Truppen 1583 erobert) und die Festung Bedburg (9. März 1584 erobert). Die beiden letzteren waren die größten Befestigungsanlagen, die während der Kampfhandlungen teilweise zerstört wurden. Neuss wurde im Sommer darauf am 26. Juli 1586 durch die Flandrische Armee unter Alessandro Farnese belagert, zurückerobert und durch Massenmord, Plünderung und Brandschatzung fast völlig zerstört.

## Massaker von Junkersdorf
Am 3. Juli 1586 zog ein Konvoi von Bergheim nach Köln, der aus etwa 1.000 Personen bestand, vornehmlich Bauern und Händler auf dem Weg zum Wochenmarkt und Kölner Bürger auf der Rückreise in die Stadt. Truppen des Erzstiftes aus Worringen und Rodenkirchen unter Befehl des Obristen Marco di Marcio lauerten dem Konvoi zwischen Junkersdorf und Melaten auf und überfielen ihn am frühen Nachmittag. Von den Teilnehmern des Konvois wurden 200 getötet, 100 verwundet und 50 gefangen genommen. Die Truppen des mit der Stadt Köln verbündeten Erzstiftes handelten auf eigene Faust, um Geld und Waren zu rauben. Ernst von Bayern schickte Kommissare, um den Vorfall zu untersuchen. Einige der Verantwortlichen wurden anschließend hingerichtet. Für den Kriegsverlauf hatte das Ereignis keine Bedeutung, löste aber große Empörung aus. Der Kurfürst entschuldigte sich für das Verhalten seiner Truppe bei den Kölner Bürgern und führte die Todesstrafe für Überfälle auf Reisende ein.

## Kriegsende
Mit Unterstützung niederländischer Truppen setzten Anhänger Gebhards noch einige Zeit den Krieg fort. Dazu gehörten der Graf von Moers, der 1586 das kurkölnische Kloster Kamp zerstörte, sowie Martin Schenk von Nideggen, der am 2. März 1586 in der Schlacht bei Werl siegte und unter anderem am 23. Dezember 1587 Bonn eroberte. Nach einer langen Belagerung verlor er am 24. September 1588 die Stadt Bonn wieder. Gebhard musste 1588 den Kampf endgültig aufgeben, nachdem die Niederlande ihre Unterstützung seiner Sache beendet hatten. Dies war vorangetrieben worden, weil sich der niederländische Verbündete Wilhelm I. von Oranien mit dem bisherigen Unterstützer Gebhards, Pfalzgraf Johann Kasimir, überworfen, und letzterer seine 7.000 Mann wegen fehlender Geldmittel abgezogen hatte.
Graf Adolf von Moers hatte bereits 1586 seine Grafschaft verlassen müssen, die durch katholisch-spanische Truppen eingenommen worden war. Er flüchtete in die Niederlande und wurde Statthalter der Gelderlande; am 18. Oktober 1589 kam er bei einem Unfall mit Pulverfässern in Arnheim ums Leben.
Die letzte militärische Aktion war die Belagerung und Einnahme von Rheinberg, das sich im Februar 1590 den Truppen Ernsts von Bayern ergab.

## Folgen
Der Sieg der spanisch-bayerischen Truppen verhinderte einen drohenden Verlust bisher katholisch gebliebener Gebiete im Nordwesten des Reiches an protestantische Mächte. Besonders in den Bistümern Münster, Paderborn und Osnabrück erhielten die gegenreformatorischen Kräfte einen starken Auftrieb. Zeitweise konnten Wittelsbacher Prinzen dort als Bischöfe die Macht übernehmen. Im Bistum Minden, einem Suffraganbistum des Erzbistums Köln, konnten sie sich allerdings auf Dauer nicht durchsetzen. Weiterhin wurde die Wittelsbacher Position im Reich erheblich aufgewertet, da der neue Erzbischof Ernst von Bayern ein Sohn Herzog Albrechts V. und Bruder Wilhelms des Frommen war.
Der Krieg stellte einen bedeutsamen Präzedenzfall der Lösung konfessioneller Streitigkeiten in Deutschland mit Waffengewalt dar. Nach dem für die protestantische Seite desaströsen Schmalkaldischen Krieg und dem zur Vermeidung weiterer Glaubenskriege vereinbarten Augsburger Religionsfrieden waren derartige Konflikte bis dahin weitgehend friedlich gelöst worden. Außerdem setzte mit der Einbeziehung von spanischen, niederländisch-spanischen und niederländischen Truppen eine Internationalisierung des deutschen Konfessionenproblems ein, welche dann im Dreißigjährigen Krieg ihren Höhepunkt fand.
Als langfristige Folge des Krieges ging das Erzstift Köln und damit auch eine Stimme im Kurkolleg in Sekundogenitur an das Haus Wittelsbach, was für das bayerische Herrschergeschlecht einen enormen Machtgewinn im Reich bedeutete. Kurköln blieb bis in das Jahr 1761 in Wittelsbacher Hand.
Die Wirtschaft der kurkölnischen Länder wurde durch diesen Krieg schwer geschädigt, bei dem die Bevölkerung vielfaches Leid erdulden musste. Durch die Grausamkeiten aller Kriegsparteien litt auch das Ansehen der siegreichen Partei und der von ihr vertretenen Konfession. Dazu trug auch bei, dass der neue Erzbischof entgegen den Bestimmungen des Konzils von Trient mit Wissen und Duldung des Papstes mehrere Bistümer regieren durfte. Genauso wie sein Vorgänger war er mit einer Frau liiert, mit der er mindestens einen Sohn hatte. Er vermied es aber, sich mit ihr öffentlichkeitswirksam zu verheiraten, um nicht die Unterstützung der gegenreformatorischen Kräfte zu verlieren.